# Mirza Džomba
Mirza Džomba (født 28. februar 1977 i Rijeka, Jugoslavien) er en kroatisk tidligere håndboldspiller, der blandt andet spillede for kroatiske RK Zagreb, spanske BM Ciudad Real (som han vandt Champions League med i 2006), ungarske KC Veszprém og polske Vive Kielce. Han blev regnet for at være en af verdens bedste håndboldspillere på sin position som højre fløj. 

## Landshold
Džomba var en del af det kroatiske landshold, der blev verdensmestre i 2003 og olympiske mestre i 2004, vandt  VM-sølv i 2005 og EM-sølv i 2008. Han var også med ved OL 2008 i Beijing, hvor Kroatien blev nummer fire.
Han spillede 185 landskampe og scorede 719 mål – et snit på næsten 4 mål pr. kamp. Han var den mest scorende spiller på det kroatiske landshold, indtil Domagoj Duvnjak i 2021 overgik ham.
Han valgte i 2009 at stoppe sin landsholdskarriere på grund af knæproblemer. Landstræner Lino Cervar sagde dog, at han sagtens kunne regne med Dzomba, hvis holdet skulle få brug for det.

## Privat
Han er kæreste med Belma Hodžić, der er tv-vært på den kroatiske tv-kanal RTL Televizija. Parret har to børn.